# Macrosphenus
Macrosphenus és un gènere d'ocells, de la família dels macrosfènids (Macrosphenidae), estan inclosos en el anomenats tallarols africans i anteriorment estaven classificats en la família dels sílvids (Sylviidae). Conjuntament amb el becudet de São Tomé (Amaurocichla bocagii) és un dels dos gèneres d'aquesta família coneguts com a becudets.

## Llista d'espècies
Segons la classificació del Congrés Ornitològic Internacional (versió 15.1, 2025), aquest gènere conté cinc espècies:
- Macrosphenus flavicans - becudet groc.
- Macrosphenus kempi - becudet de Kemp.
- Macrosphenus concolor - becudet gris.
- Macrosphenus pulitzeri - becudet de Pulitzer.
- Macrosphenus kretschmeri - becudet de Kretschmer.

### Espècies anteriors
Algunes autoritats, sigui actualment o anteriorment, reconeixen diverses espècies addicionals com a pertanyents al gènere Macrosphenus, incloent-hi el bulbul menut muntanyenc (com Macrosphenus albigula).